# Stade olympique châtelleraudais
Maillots
Actualités
Le Stade olympique châtelleraudais, couramment abrégé en SO Châtellerault , est un club de football français fondé en 1914 et basé à Châtellerault dans la Vienne.
Le SOC quitte les divisions régionales pour la première fois en 1949 puis il se maintient de manière durable dans les championnats Nationaux et de CFA de 1959 à 2016 cumulant 34 saisons au troisième niveau national.
Lors de la saison 1987-1988, il dispute le championnat de France de football de deuxième division et participe aux quarts de finale de la Coupe de France.
À l'issue de la saison 2018-2019, le club termine premier de la Poule A de Régional 1 et retrouve le championnat de National 3.
Le SOC dispute ses matches à domicile au stade de la Montée-Rouge et joue en rouge et blanc.
| \| Châtellerault \| Localisation de Châtellerault |
| Châtellerault                                     |

## Histoire

### Les premières années

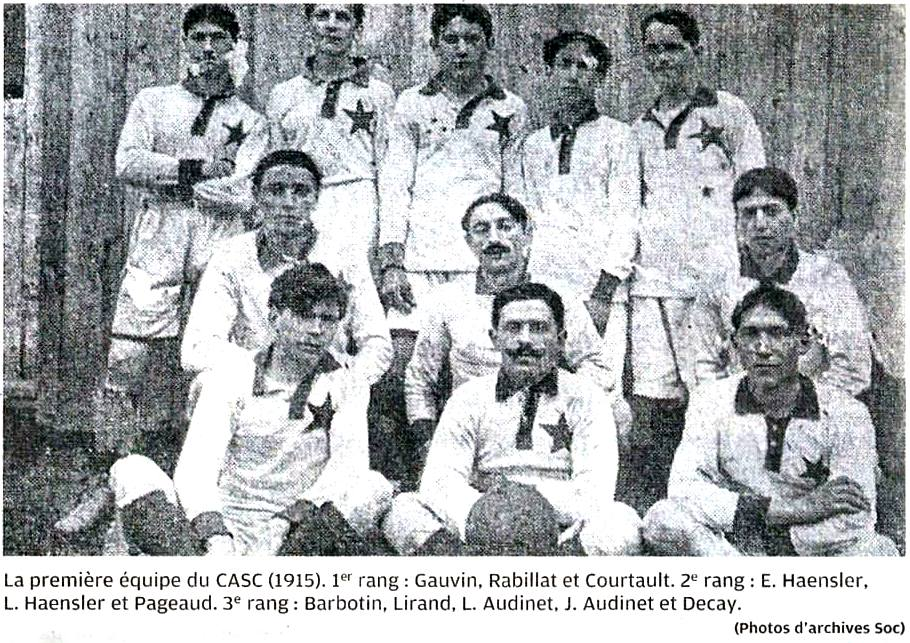
La première équipe du Club Athlétique Socialiste Châtelleraudais (CASC) en 1915 et ancêtre du SO Châtellerault.

Le club est fondé le 21 novembre 1914,, par un groupe de treize ouvriers de la Manufacture d'armes de Châtellerault mené par Charles Pageault, alors conseiller municipal socialiste SFIO et syndicaliste CGT. Dans le contexte de l’Union sacrée , il prend le nom de C.A.S.C, le "casque" (Club Athlétique Socialiste Châtelleraudais) en hommage aux soldats de la Première Guerre mondiale. Les couleurs du club sont le rouge avec une étoile blanche sur le maillot. Au C.A.S.C, il n'y a pas que le football puisque l'athlétisme, la gymnastique, le rugby, le hockey sur gazon et la boxe y sont pratiqués avec des fortunes diverses,.
La paix revenue, le C.A.S.C perd sa connotation politique et devient le 25 octobre 1919 le Club Amical Sportif Châtelleraudais. Il adhère la même année à la Fédération française de football avec le numéro d’affiliation 111 toujours actif,. De 1924 à 1938, la section football du C.A.S.C évolue au plus haut niveau régional du Championnat du Centre 1re série et remporte le championnat d’honneur en 1934 en battant en finale l'Athlétic Club d'Amboise, 2-1. Les joueurs les plus connus sont le gardien Maurice Devergne, Jean Roux et le capitaine Louis Héraud.
Le 9 juin 1941, la guerre et l'occupation obligent le club à fusionner avec l'US Châtellerault et le CO Châtellerault, les deux autres clubs sportifs de la ville, respectivement de rugby et d’athlétisme, créés durant l’entre-deux guerres. Il prend le nom de CASC-US après cette fusion. Le Stade Olympique Châtelleraudais naît l'année suivante le 8 avril 1942 après changement de nom, au café du Globe, boulevard Blossac.
Au début, le SOC est un club omnisports (football, rugby, basket, athlétisme, hockey sur gazon) mais la section football est la plus active. À l'époque, ce n'est qu'une formation de niveau départemental championne de la Vienne de 1re division et invaincue en 1942 et en 1943. La hiérarchie régionale est retrouvée en 1945, un paradis perdu depuis 1938. En 1947, un club de supporters est créé : "Allez SOC" mais le club peine à sortir de l'anonymat des compétitions locales.

### L'après-guerre entre DH et CFA
Avec sa fameuse aile gauche composée d'André Greskowiack dit "Gresko" et de Pierre Matton, joueurs arrivés en provenance du nord de la France, le SOC signe ses premiers résultats probants en 1948-49. Il décroche son premier titre de champion de DH de la Ligue du Centre-Ouest et participe pour la première fois aux trente-deuxièmes de finale de la Coupe de France contre le champion de France 1947, le CO Roubaix-Tourcoing, le 9 janvier 1949 à Orléans. Le titre de DH permet au club d'évoluer en Championnat de France Amateurs pour la première fois, alors 3e échelon du football français, où le SOC se maintient deux saisons (1949-51) avec Camille Malvy. Aller-retour en CFA en 1953 puis en 1959 à la suite de nouveaux titres régionaux. En mai 1959, le SOC abandonne le stade de Luna Park, situé à l'époque entre les actuelles rues Pierre Fillaud et de Beauséjour, pour évoluer au stade de la Montée Rouge, quelques centaines de mètres plus loin. Le SOC se maintient alors en CFA cinq saisons consécutives avec Manuel Garriga, Claude René et l'entraîneur-joueur Eugène Fragassi. En 1968, l'équipe remonte en CFA mais elle est reléguée la saison suivante par tirage au sort,.

### Au sommet de l'élite amateur
Sous la présidence de René Wittersheim et sous la conduite de Pierre Barlaguet, au club depuis juin 1969, le SOC est promu en 3e Division en 1971.Brillante, l'équipe de Pierre Barlaguet lorgne jusqu'en 1973 sur la 2e place qui assurait la montée en D2. Le club se maintient finalement dix saisons en D3 avec de bons joueurs du cru autour de l'ancien joueur professionnel du SCO d'Angers et de l'AS Angoulême-Charente, Silvio Sérafin, en fin de carrière, entraînés par Louis Leclerc, Jean-Pierre Turci, Pierre Tordo et Francis Bizot. La descente en D4 provoque le retour à la barre du président Michel Morinet. Le club est alors moribond et chute jusqu'en DH en 1983... Les entraîneurs Jean-Pierre Colin puis Alain Felden font repartir le club de l'avant avec deux montées successives. Le stade de la Montée Rouge connait alors quelques travaux afin d'améliorer l'accueil des spectateurs avec l'érection d'une nouvelle tribune. De plus, le terrain qui appartenait à la gendarmerie est racheté. Repêché à la moyenne de spectateurs en 1986, le club est promu en D2 douze mois plus tard ! Après avoir éliminé les réserves de Monaco et du Paris-SG, le club s'incline seulement en finale nationale pour le titre de D3 face à la réserve de Sochaux.
Alain Felden qui ne pouvait plus concilier sa vie professionnelle avec les exigences d'une formation de D2 préfère alors passer le relais à Prudent Bacquet. Un budget nettement insuffisant (6,5 MF) malgré le soutien total d'Édith Cresson, maire de Châtellerault, condamne le club à faire l'ascenseur en 1987-88. Une petite saison en D2, puis s'en va. 10 victoires, 7 nuls et 17 défaites plus tard, le SOC regagne le troisième niveau pour un seul point malgré une moyenne de 1 844 spectateurs par rencontre et les renforts de Lionel Justier, Jean-Louis Garcia, Dominique Carlier, Hector Garcia et Eric Hély. La lutte pour ne pas redescendre fut terrible, puisque sept clubs se tinrent en 2 points. En Coupe de France, en revanche, l'équipe passe les obstacles et termine son parcours en quarts de finale, éliminé par le Stade de Reims.
Sous la houlette de Dominique Carlier, les Rouge et Blanc échouent cinq fois consécutivement à un souffle de l'antichambre de l'élite. C'est encore la Coupe de France qui fait briller le SOC avec un huitième de finale disputé en 1994 face au RC Paris après avoir éliminé le FC Metz 3-1 (après prolongations) au tour précédent emmené par leur avant-centre Franck Maufay. L'ex avant-centre "canari" marquera 50 buts en 3 saisons au SOC (dont 35 buts en championnat, 1992/1995).
De 1997 à 2005, le SOC glisse au quatrième niveau national mais Stéphane Moulin quitte le club avec une montée longtemps espérée. Le 1er juillet 2005, après la relégation administrative du Racing 92 qui l'avait devancé la saison dernière, le SOC accède en National et retrouve le 3e échelon national. Le club fait partie des soixante meilleures équipes en France,.

### De la3eDivision au niveau régional en passant par le CFA

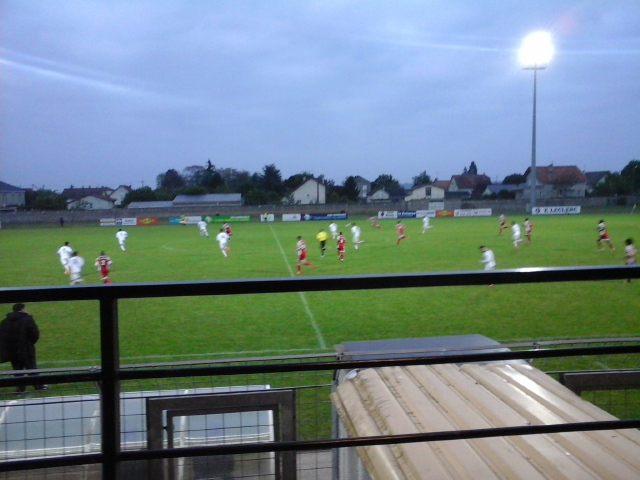
Match de CFA2 (National 3) entre le SO Châtellerault et le FC Bressuire au stade de la Montée Rouge à Châtellerault, le 14 mai 2016.

Après deux saisons passées en National, le SOC (après s'être sauvé au cours de la dernière journée de la saison 2005-2006) n'a pas réussi cet exploit en 2006-2007 et se retrouve donc en CFA la saison suivante. Deux ans plus tard, l'histoire se répète au niveau inférieur et le SOC tombe en CFA2. Lors de la saison 2012-2013, le club termine 11e et est condamné à la descente en division d'honneur, mais il est repêché,. En proie à des soucis financiers depuis quatre ans, éprouvant des difficultés à attirer des partenaires privés et devant aussi faire face à une baisse des subventions des collectivités locales, le SOC est sanctionné par la DNCG au cours de l'année 2016. Le club doit repartir en Division d'Honneur au sein de la Ligue du Centre-Ouest de football, un niveau régional qu'il n'a pas connu depuis l'exercice 1982-1983. En 2019, le club accède au championnat de France de national 3.

## Résultats sportifs

### Palmarès
- Vice-champion de France Division 3 : 1987
- Champion du groupe Centre-Ouest de D3 (1987)
- Champion Régional 1 de la Ligue de football de Nouvelle-Aquitaine (2019)
- Champion DH du Centre-Ouest[27] : 1949, 1953, 1959, 1968, 1971, 1983, 2006 (rés.)
- Vainqueur de la Coupe du Centre-Ouest[28] : 1956, 1971, 1991, 2003 (rés.)
- Champion DH Ligue du Centre en 1934
- Coupe du district de la Vienne en 1953 (rés.), 1954 (rés.), 1962 (rés.), 1963 (rés.), 1991 (rés.)

### Bilan saison après saison[29]
| Saison      | Championnat                                              | Championnat | Championnat        | Championnat | Coupe de France         |
| Saison      | Division                                                 | Résultat    | Points\|J\|G\|N\|P | Bp-Bc       | Coupe de France         |
| ----------- | -------------------------------------------------------- | ----------- | ------------------ | ----------- | ----------------------- |
| 1919-1920   | Championnat du Centre 3e série                           | 1er         |                    |             | Non inscrit             |
| 1920-1921   | Championnat du Centre 2e série                           | 1er         |                    |             | Non inscrit             |
| 1921-1922   | Championnat du Centre 1re série                          | 5e          |                    |             | Non inscrit             |
| 1922-1923   | Championnat du Centre 1re série                          | 1/2 finales |                    |             | Non inscrit             |
| 1923-1924   | Championnat du Centre 1re série                          | 5e          |                    |             | Non inscrit             |
| 1924-1925   | Championnat d'Honneur de la ligue du Centre              | 4e          |                    |             | Non inscrit             |
| 1925-1926   | Championnat d'Honneur de la ligue du Centre              | 4e          |                    |             | Non inscrit             |
| 1926-1927   | Championnat d'Honneur de la ligue du Centre              | 3e          |                    |             | Non inscrit             |
| 1927-1928   | Championnat d'Honneur de la ligue du Centre              | 2e          | 17                 |             | Non inscrit             |
| 1928-1929   | Championnat d'Honneur de la ligue du Centre              | 3e          |                    |             | Non inscrit             |
| 1929-1930   | Championnat d'Honneur de la ligue du Centre              | 2e          |                    |             | Non inscrit             |
| 1930-1931   | Championnat d'Honneur de la ligue du Centre              | 6e          |                    |             | Non inscrit             |
| 1931-1932   | Championnat d'Honneur de la ligue du Centre              | 4e          | 30                 |             | Non inscrit             |
| 1932-1933   | Championnat d'Honneur de la ligue du Centre              | 5e          | 27                 |             | Non inscrit             |
| 1933-1934   | Championnat d'Honneur de la ligue du Centre              | 1er         |                    | 62-16       | Élimination au 3e tour  |
| 1934-1935   | Championnat d'Honneur de la ligue du Centre              | 3e          | 31                 |             | Élimination au 3e tour  |
| 1935-1936   | Championnat d'Honneur de la ligue du Centre              | 7e          | 30                 |             | Élimination au 3e tour  |
| 1936-1937   | Championnat d'Honneur de la ligue du Centre              | 6e          | 34                 |             | Non inscrit             |
| 1937-1938   | Championnat d'Honneur de la ligue du Centre              | 8e          | 30                 |             | Non inscrit             |
| 1938-1939   | Championnat de Promotion d'Honneur de la Ligue du Centre | 3e          | 27                 | 93-24       | Non inscrit             |
| 1939-1940   | Promotion du championnat de la Vienne                    | 1er         |                    |             | Non inscrit             |
| 1940-1941   | Promotion d'Honneur du championnat de la Vienne          | 1er         | 82                 | 125-57      | Non inscrit             |
| 1941-1942   | championnat du District la Vienne                        | 2e          |                    |             | Élimination au 2e tour  |
| 1942-1943   | 1re Division du District la Vienne                       | 2e          | 42                 | 35-11       | Élimination au 1er tour |
| 1943-1944   | Division d'Honneur du Poitou, Poule A                    | 7e          | 11                 |             | Élimination au 3e tour  |
| 1944-1945   | PH Centre-Ouest poule B                                  | 1er         | 18                 | 36-13       | Élimination au 1er tour |
| 1945-1946   | DH Centre-Ouest poule B                                  | 2e          | 28                 | 62-28       | Élimination au 4e tour  |
| 1946-1947 : | DH Centre-Ouest                                          | 9e          | 22                 | 47-54       | Élimination au 4e tour  |
| 1947-1948   | DH Centre-Ouest                                          | 5e          | 24                 | 59-40       | Élimination au 4e tour  |
| 1948-1949   | DH Centre-Ouest                                          | 1er         | 37-22-18-1-3       | 81-25       | Élimination en 32e      |
| 1949-1950   | CFA groupe Ouest                                         | 8e          | 22                 | 42-53       | Élimination au 5e tour  |
| 1950-1951   | CFA groupe Ouest                                         | 10e         | 18                 | 39-47       | Élimination au 4e tour  |
| 1951-1952   | DH Centre-Ouest                                          | 3e          | 35                 | 78-40       | Élimination au 4e tour  |
| 1952-1953   | DH Centre-Ouest                                          | 1er         | 36                 | 76-36       | Élimination en 64e      |
| 1953-1954   | CFA groupe Ouest                                         | 12e         | 12                 | 22-53       | Élimination au 3e tour  |
| 1954-1955   | DH Centre-Ouest                                          | 2e          | 36                 | 65-32       | Élimination au 4e tour  |
| 1955-1956   | DH Centre-Ouest                                          | 4e          | 26                 | 52-32       | Élimination au 3e tour  |
| 1956-1957   | DH Centre-Ouest                                          | 2e          | 43                 | 77-22       | Élimination au 4e tour  |
| 1957-1958   | DH Centre-Ouest                                          | 2e          | 33                 | 53-25       | Élimination au 4e tour  |
| 1958-1959   | DH Centre-Ouest                                          | 1er         | 29                 | 37-16       | Élimination au 4e tour  |
| 1959-1960   | CFA groupe Sud-Ouest                                     | 5e          | 23                 | 29-27       | Élimination au 5e tour  |
| 1960-1961   | CFA groupe Ouest                                         | 10e         | 23                 | 25-31       | Élimination au 5e tour  |
| 1961-1962   | CFA groupe Ouest                                         | 8e          | 21                 | 26-30       | Élimination en 64e      |
| 1962-1963   | CFA groupe Sud-Ouest                                     | 8e          | 23                 | 30-30       | Élimination en 32e      |
| 1963-1964   | CFA groupe Sud-Ouest                                     | 10e         | 18                 | 20-27       | Élimination au 4e tour  |
| 1964-1965   | DH Centre-Ouest                                          | 3e          | 26                 | 37-23       | Élimination au 4e tour  |
| 1965-1966   | DH Centre-Ouest                                          | 5e          | 25                 | 35-36       | Élimination au 4e tour  |
| 1966-1967   | DH Centre-Ouest                                          | 8e          | 18                 | 28-32       | Élimination au 3e tour  |
| 1967-1968   | DH Centre-Ouest                                          | 1er         | 33                 | 56-26       | Élimination au 5e tour  |
| 1968-1969   | CFA groupe Ouest                                         | 11e         | 22                 | 33-48       | Elimination en 32e      |
| 1969-1970   | DH Centre-Ouest                                          | 9e          | 51                 | 34-39       | Élimination au 4e tour  |
| 1970-1971   | DH Centre-Ouest                                          | 1er         | 56                 | 44-18       | Élimination au 5e tour  |
| 1971-1972   | D3 groupe Ouest                                          | 4e          | 36                 | 46-28       | Élimination en 32e      |
| 1972-1973   | D3 groupe Sud-Ouest                                      | 4e          | 35                 | 45-36       | Élimination au 6e tour  |
| 1973-1974   | D3 groupe Centre-Ouest                                   | 9e          | 30                 | 50-48       | Élimination au 5e tour  |
| 1974-1975   | D3 groupe Centre-Ouest                                   | 9e          | 29                 | 41-37       | Élimination en 32e      |
| 1975-1976   | D3 groupe Centre-Ouest                                   | 9e          | 28                 | 41-39       | Élimination au 5e tour  |
| 1976-1977   | D3 groupe Centre-Ouest                                   | 12e         | 26                 | 48-59       | Élimination au 6e tour  |
| 1977-1978   | D3 groupe Centre-Ouest                                   | 8e          | 31                 | 40-44       | Élimination au 5e tour  |
| 1978-1979   | D3 groupe Centre-Ouest                                   | 9e          | 29                 | 36-34       | Élimination au 7e tour  |
| 1979-1980   | D3 groupe Centre-Ouest                                   | 13e         | 28                 | 38-47       | Élimination au 5e tour  |
| 1980-1981   | D3 groupe Centre-Ouest                                   | 16e         | 16                 | 18-47       | Élimination au 4e tour  |
| 1981-1982   | D4 groupe E                                              | 14e         | 9                  | 17-54       | Élimination au 4e tour  |
| 1982-1983   | DH Centre-Ouest                                          | 1er         | 58                 | 48-22       | Élimination au 6e tour  |
| 1983-1984   | D4 groupe E                                              | 2e          | 38                 | 44-19       | Élimination au 7e tour  |
| 1984-1985   | D3 groupe Centre-Ouest                                   | 8e          | 32                 | 37-33       | Élimination au 7e tour  |
| 1985-1986   | D3 groupe Centre-Ouest                                   | 14e         | 25                 | 24-38       | Élimination au 7e tour  |
| 1986-1987   | D3 groupe Centre-Ouest                                   | 1er         | 44                 | 51-23       | Élimination en 64e      |
| 1987-1988   | D2 groupe A                                              | 18e         | 27                 | 26-49       | Élimination en 1/4      |
| 1988-1989   | D3 groupe Centre-Ouest                                   | 4e          | 36                 | 38-28       | Élimination au 7e tour  |
| 1989-1990   | D3 groupe Centre-Ouest                                   | 5e          | 36                 | 34-26       | Élimination au 8e tour  |
| 1990-1991   | D3 groupe Centre-Ouest                                   | 2e          | 44                 | 45-20       | Élimination au 5e tour  |
| 1991-1992   | D3 groupe Centre-Ouest                                   | 3e          | 36                 | 42-30       | Élimination au 7e tour  |
| 1992-1993   | D3 groupe Centre                                         | 2e          | 40                 | 49-27       | Élimination en 8e       |
| 1993-1994   | National 1 groupe B                                      | 11e         | 27                 | 39-38       | Élimination en 8e       |
| 1994-1995   | National 1 groupe A                                      | 5e          | 36                 | 35-41       | Élimination au 8e tour  |
| 1995-1996   | National 1 groupe A                                      | 6e          | 44                 | 37-39       | Élimination au 8e tour  |
| 1996-1997   | National 1 groupe A                                      | 17e         | 31                 | 29-55       | Élimination au 5e tour  |
| 1997-1998   | CFA groupe C                                             | 11e         | 44                 | 44-52       | Élimination en 32e      |
| 1998-1999   | CFA groupe C                                             | 4e          | 92                 | 43-32       | Élimination en 16e      |
| 1999-2000   | CFA groupe C                                             | 12e         | 76                 | 40-46       | Élimination au 7e tour  |
| 2000-2001   | CFA groupe C                                             | 2e          | 90                 | 68-53       | Élimination au 7e tour  |
| 2001-2002   | CFA groupe C                                             | 5e          | 90                 | 44-40       | Élimination au 8e tour  |
| 2002-2003   | CFA groupe D                                             | 12e         | 76                 | 46-46       | Élimination au 8e tour  |
| 2003-2004   | CFA groupe D                                             | 2e          | 97                 | 49-31       | Élimination au 7e tour  |
| 2004-2005   | CFA groupe D                                             | 2e          | 94                 | 50-30       | Élimination au 7e tour  |
| 2005-2006   | National                                                 | 16e         | 42                 | 37-47       | Élimination au 5e tour  |
| 2006-2007   | National                                                 | 19e         | 35                 | 35-46       | Élimination en 32e      |
| 2007-2008   | CFA groupe D                                             | 10e         | 78                 | 45-52       | Élimination au 7e tour  |
| 2008-2009   | CFA groupe C                                             | 16e         | 68                 | 50-66       | Élimination au 8e tour  |
| 2009-2010   | CFA2 groupe G                                            | 11e         | 67                 | 38-47       | Élimination au 6e tour  |
| 2010-2011   | CFA2 groupe G                                            | 8e          | 63                 | 40-50       | Élimination au 5e tour  |
| 2011-2012   | CFA2 groupe G                                            | 9e          | 69                 | 53-57       | Élimination au 4e tour  |
| 2012-2013   | CFA2 groupe G                                            | 11e         | 56                 | 31-54       | Élimination au 4e tour  |
| 2013-2014   | CFA2 groupe G                                            | 10e         | 60                 | 41-43       | Élimination au 6e tour  |
| 2014-2015   | CFA2 groupe B                                            | 12e         | 57                 | 34-46       | Élimination au 5e tour  |
| 2015-2016   | CFA2 groupe B                                            | 6e          | 59                 | 34-34       | Élimination au 5e tour  |
| 2016-2017   | DH Centre-Ouest                                          | 8e          | 59                 | 38-54       | Élimination au 4e tour  |
| 2017-2018   | R1 Nouvelle-Aquitaine poule A                            | 4e          | 49                 | 62-32       | Élimination au 6e tour  |
| 2018-2019   | R1 Nouvelle-Aquitaine poule A                            | 1er         | 54                 | 51-17       | Élimination au 7e tour  |
| 2019-2020   | National 3 Nouvelle-Aquitaine groupe A                   | 11e         | 20                 | 24-30       | Élimination au 6e tour  |
| 2020-2021   | National 3 Nouvelle-Aquitaine groupe A                   | 9e          | 4                  | 3-7         | Élimination au 5e tour  |
| 2021-2022   | National 3 Nouvelle-Aquitaine groupe A                   | 11e         | 26                 | 27-40       | Élimination au 5e tour  |
| 2022-2023   | National 3 Nouvelle-Aquitaine groupe A                   | 5e          | 40                 | 42-41       | Élimination au 8e tour  |
| 2023-2024   | National 3 Nouvelle-Aquitaine groupe C                   | 7e          | 36                 | 37-42       | Élimination au 6e tour  |
| 2024-2025   | National 3 Nouvelle-Aquitaine groupe F                   | 6e          | 34                 | 39-39       | Élimination au 4e tour  |

### Coupe de France
Le club participe pour la première fois à la Coupe de France en 1933. Châtellerault obtient son meilleur résultat en coupe de France lors de la saison 1987-1988, où l'équipe est éliminée en quart de finale  par le Stade de Reims après les éliminations de Limoges, Caen puis Créteil.
Le club dispute également deux huitièmes de finale, en 1992-1993 avec une élimination par le club de D1 Montpellier sur le score de 0-1 et en 1993-1994, éliminé par le Racing CF après avoir battu le FC Metz (3-1 a. p.) de Robert Pirès au tour précédent.
Le club disputa également un quart de finale de la coupe Gambardella (2006-2007).

## Personnalités du club

### Entraîneurs[60],[61]
Le tableau suivant présente la liste des entraîneurs du club depuis 1937, année de la nomination du premier entraîneur. Stéphane Moulin dirigea le plus grand nombre de rencontres en championnat (294 matches de 1997 à 2005).
| Rang | Nom                | Période   |
| ---- | ------------------ | --------- |
| 1    | Robert Pont        | 1937-1940 |
| 2    | Jean Roux          | 1940-1944 |
| 3    | Laurent Dierricks  | 1944-1947 |
| 4    | Roger Roux         | 1947-1948 |
| 5    | Marcel Bardin      | 1948-1949 |
| 6    | Camille Malvy      | 1949-1952 |
| 7    | Marcel Poblome     | 1952-1953 |
| 8    | Gérard Merle       | 1953-1954 |
| 9    | Francis Leseignoux | 1954-1960 |
| 10   | Joseph Ibanez      | 1960-1961 |
| 11   | Eugène Fragassi    | 1961-1964 |
| 12   | Louis Lemasson     | 1964-1966 |

| Rang | Nom                 | Période   |
| ---- | ------------------- | --------- |
| 13   | Mariano Lirio       | 1966-1967 |
| 14   | Georges Amanieu     | 1967-1968 |
| 15   | Eugène Verbrugghe   | 1968-1969 |
| 16   | Pierre Barlaguet    | 1969-1973 |
| 17   | Louis Leclerc       | 1973-1974 |
| 18   | Jean-Pierre Turci   | 1974-1975 |
| 19   | Pierre Tordo        | 1975-1980 |
| 20   | Francis Bizot       | 1980-1981 |
| 21   | André Dégéa         | 1981-1982 |
| 22   | Jean- Pierre Collin | 1982-1983 |
| 23   | Alain Felden        | 1983-1987 |
| 24   | Prudent Bacquet     | 1987-1988 |

| Rang | Nom               | Période   |
| ---- | ----------------- | --------- |
| 25   | Dominique Carlier | 1988-1994 |
| 26   | Jean-Luc Charrier | 1994-1995 |
| 27   | Yves Herbet       | 1995-1997 |
| 28   | Stéphane Moulin   | 1997-2005 |
| 29   | Pierre-Yves David | 2005-2007 |
| 30   | Geoffray Pénoty   | 2007-2008 |
| 31   | Fabien Croze      | 2008-2009 |
| 32   | Geoffray Pénoty   | 2009-2017 |
| 33   | Rodolphe Levrault | 2017-2021 |
| 34   | Abdes Tahir       | 2021-2024 |
| 35   | Wilfried Niflore  | 2024-     |

### Présidents
Le tableau suivant présente la liste des présidents du club depuis 1914 avec leurs fonctions civiles. Avec 14 années, Michel Morinet exerça le plus long mandat (1973-1978 et 1980-1989).
| Rang | Nom              | Période   | Fonction                      |
| ---- | ---------------- | --------- | ----------------------------- |
| 1    | Charles Pageault | 1914-1916 | Ouvrier, conseiller municipal |
| 2    | Troesler         | 1916-1918 | Ouvrier                       |
| 3    | Manceau          | 1918-1920 | Pharmacien                    |
| 4    | René Cerf        | 1920-1924 | Avocat                        |
| 5    | Faugere          | 1924-1926 |                               |
| 6    | Georges Michaud  | 1926-1928 | Professeur                    |
| 7    | Charles Arregnon | 1928-1930 | Libraire                      |
| 8    | Camille Verdon   | 1930-1935 | Industriel                    |
| 9    | René Bernuau     | 1935-1942 | Agent horticole               |
| 10   | Robert Delorme   | 1942-1946 | Industriel                    |
| 11   | Marcel Cantin    | 1946-1947 | Négociant                     |

| Rang | Nom                                         | Période   | Fonction              |
| ---- | ------------------------------------------- | --------- | --------------------- |
| 12   | René Couturier                              | 1947-1950 | Industriel            |
| 13   | Marcel Baulu                                | 1950-1952 | Industriel            |
| 14   | André Archambault                           | 1952-1957 | Marchand de bestiaux  |
| 15   | Bernard Zawadski                            | 1957-1963 | Commerçant            |
| 16   | Claude Audat                                | 1963-1965 | Médecin               |
| 17   | René Wittersheim                            | 1965-1973 | Instituteur           |
| 18   | Michel Morinet                              | 1973-1975 | Conseil d'entreprises |
| 19   | Michel Susset, Michel Morinet et Jean Robin | 1975-1978 | [ 66 ]                |
| 20   | Jean Robin                                  | 1978-1980 | Commerçant            |
| 21   | René Wittersheim et Brosset                 | 1980      | Instituteur           |
| 22   | Michel Morinet                              | 1980-1989 | Conseil d'entreprises |

| Rang | Nom                               | Période   | Fonction                   |
| ---- | --------------------------------- | --------- | -------------------------- |
| 23   | Bernard Chauvineau                | 1989-1990 | Fonctionnaire              |
| 24   | Joël Tondusson                    | 1990-1995 | Médecin                    |
| 25   | Jean Bernardeau                   | 1995-2007 | Fonctionnaire              |
| 26   | Jacky Maurel                      | 2007-2008 | Banquier                   |
| 27   | Jean-Paul Durand                  | 2009      |                            |
| 28   | Jacques Pasquerault               | 2009-2012 |                            |
| 29   | Pierre Jeannette                  | 2012-2015 | Restaurateur               |
| 30   | Dominique Denis                   | 2015-2017 | Expert-comptable           |
| 31   | Christian Delcel                  | 2017-2022 | Instituteur                |
| 32   | Julien Lamouche et Vincent Mallet | 2022-2025 | Assureur et Gestionnaire   |
| 33   | Vincent Mallet et Dominique Denis | 2025-     | Gestionnaire et comptable, |

### Joueurs emblématiques
L’histoire du club châtelleraudais a toujours été tournée vers la formation en accord avec la section football-études du collège George-Sand depuis 1980. Les derniers joueurs professionnels sont Quentin Bena, Thibault Jaques, Kevin Vergerolle, Gaëtan Charbonnier,Vincent Demarconnay, Quentin Bernard, Omar Benzerga, Eddy Viator, Mickaël Lauret, Laurent Chatrefoux, Philippe Guillemet, Thierry Princet.

## Structures du club

### Infrastructures

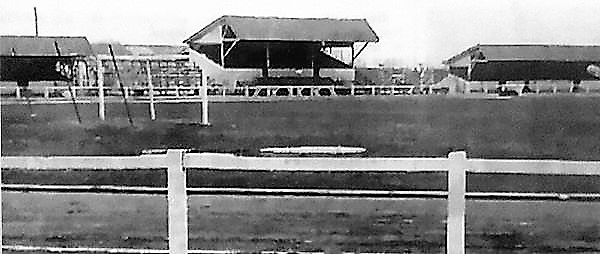
Le stade de la Montée Rouge dans les années 1950 et 1960 avec ses tribunes en bois et sa piste d'athlétisme.

C'est l'herbe d'un terrain situé aux « eaux bues », dans l'actuelle zone de la Désirée, qui accueillit les premiers footballeurs du C.A.S.C.Ils en furent vite chassés et se réfugièrent d'abord sur un terrain près de l'actuel centre technique municipal, au nord du quartier et faubourg de Châteauneuf, puis sur celui de l'équipe de « La Patriote » à « La Cible » (actuellement le terrain annexe de « La Montée Rouge »). Le C.A.S.C y affronte amicalement la Patriote, la Franco-belge des réfugiés de Belgique, le Potache AC, les cuirassiers de Tours ou encore Angers.

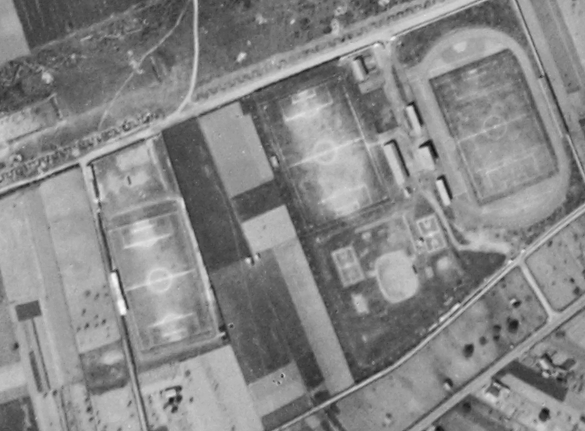
Le stade de Luna Park, théâtre du SOC après-guerre dans les années 1950 avant sa destruction quelques années plus tard et alors situé entre les actuelles rues Pierre Fillaud et de Beauséjour à une centaine de mètres au sud-ouest de celui de la Montée Rouge, tout juste construit.

De 1920 à 1959, le club a évolué au stade de Luna Park, route de Colombiers, situé entre les rues actuelles Pierre Fillaud et de Beauséjour. Le stade porta le nom du café-restaurant-dancing qui autorisa le club à créer un terrain de football sur sa propriété. Chaque année de 1925 à 1954, le lundi de Pâques, le club y organisa des matches contre des équipes professionnelles. Le terrain de « Luna Park » vit ainsi la visite du Stade Français, du CA Paris, du Red Star, du RC Paris, du FC Sochaux, du FC Metz, des Girondins de Bordeaux, de Toulouse, l'équipe d'Espagne de 1928, du Kispest de Budapest ou encore du FK Spartak Subotica. La salle de réunion du café de l'industrie était ornée des fanions des équipes venues rendre visite au club.

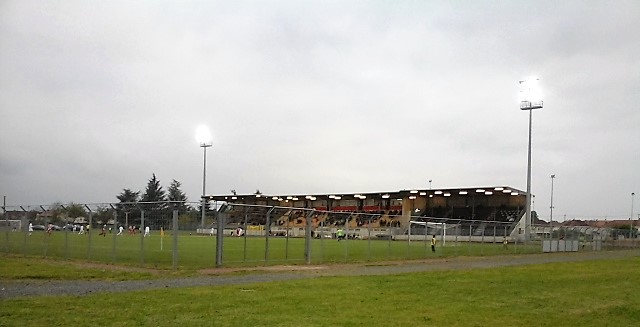
Match de football au stade de la Montée Rouge en mai 2016.

En septembre 1959, le SOC se transporta une centaine de mètres plus loin au stade de la Montée-Rouge qui répondait beaucoup mieux aux normes réglementaires du Championnat de France.Depuis un rapport de visite de la FFF en date du 11 avril 2019, la capacité d'accueil du stade est aujourd’hui de 4 800 places dont 1 610 assises.
- Siège social :

Depuis 2010, le siège social du SOC se situe au stade de la Montée Rouge, 91 avenue des Stades. De 1992 à 2010, il se situait à la maison des associations rue de l'abbé Lalanne, près de l'ancienne clinique Sainte-Anne. Le siège social « historique » du SOC reste le Café de l'Industrie, boulevard Blossac, face à l'hôtel de ville de Châtellerault, de 1919 à 1992.

### Éléments comptables
Pour l’exercice clos en 2018, le budget global du club est de 286 000 euros,.
À la clôture de l’exercice du 30 juin 2021, le chiffre d’affaires de l’association était de 257 580 €. À côté de l'association, en 1997 une SAEMS (Société Anonyme d'Économie Mixte à vocation Sportive) est mise en place avec 65 % des parts à la ville et 20 % au SOC. La SAEMS est mise en sommeil en 2002.

### Image et identité
- Couleurs du club et équipementiers :

Les couleurs du club sont depuis l'origine le rouge et le blanc. Le premier maillot est rouge avec une étoile blanche mais rapidement la couleur blanche s'impose avec une étoile rouge. En 1949, l'étoile est remplacée par l'écusson de la ville et les shorts sont bleus. Dans les années soixante, le SOC n'abandonne pas sa couleur blanche mais et joue parfois aussi en rouge avec des tenues signées Le Coq Sportif comme beaucoup de club à partir de cette période. Depuis les années soixante-dix, les socistes rejouent avec un ensemble à dominante rouge et à détail blanc avec diverses variantes. Le premier sponsor apparaît sur les maillots en 1973 .À cette époque, l'équipementier allemand Adidas réalise les maillots rouges du club et cela jusqu'à la fin des années 1980. Puma prend le relais d'Adidas à partir des années 1990 et cela pendant une bonne décennie. À partir des années 2000, le SOC évolue à nouveau avec des maillots Adidas.
- Évolution du maillot depuis la création du club :

| Tenue du CASC |

| Premiere tenue du SOC dans les années 40 |

| Tenue dans les années 50 |

| Tenue dans les années 60 |

| Tenue dans les années 70 & 80 |

| Tenue dans les années 90 |

| Tenue dans les années 2000 |

| Tenue lors du centenaire du club |

- Blason et logo depuis la fondation du club :

Dans les années 1940 le club reprend l'étoile rouge du Club Amical Socialiste Châtelleraudais comme cité précédemment, avant d'être remplacé par le blason de la ville de Châtellerault dans les années 1960. Peu de temps après, un écusson qu'on appelle aujourd'hui logo, apparaît aux couleurs du club. Il représente un ballon blanc aux bordures dorées où est inscrit le sigle "SOC" sur un fond rouge.
Dans les années 1990, un nouveau logo est créé. Sur ce dernier, on aperçoit en noir l'inscription "S.O Châtellerault" avec en son centre un petit bonhomme rouge tapant dans un ballon sur une pelouse de football.
Ce dernier sera simplifié quelques années plus tard avec l'unique inscription "S.O C".
Lors du centième anniversaire du club en 2014, le logo actuel est créé.

Ancien écusson du club
Logo du SOC dans années 80 et lors de son passage en Deuxième Division lors de la saison 1987-1988
Logo du club à partir des années 1990
Logo dans les années 2000
Logo actuel depuis 2014

### Rivalité sportive

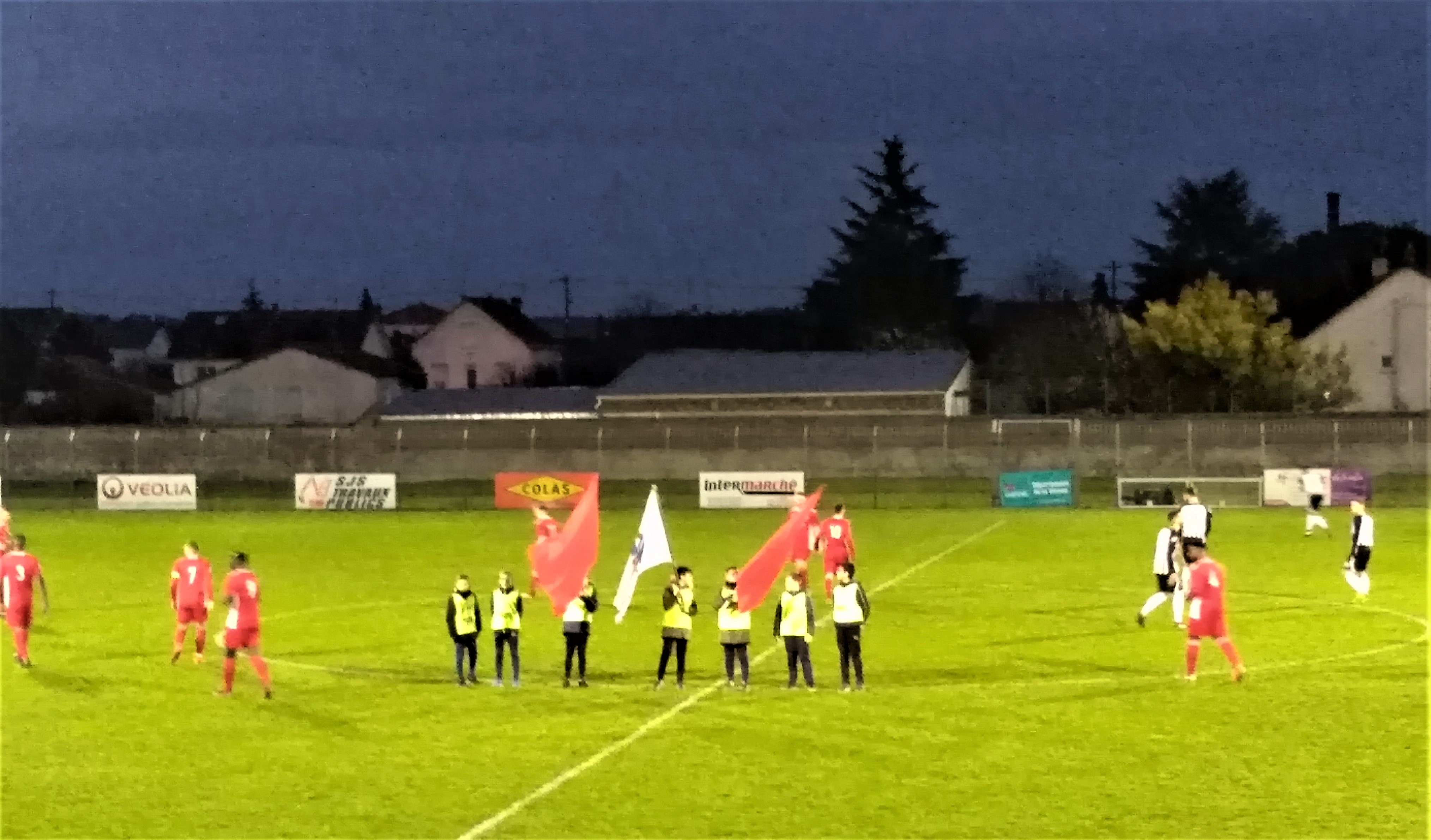
Avant match du derby de la Vienne (86) entre le SO Châtellerault et le Stade Poitevin au stade de la Montée-Rouge à Châtellerault le 29 février 2020.

Le derby de la Vienne oppose traditionnellement le SO Châtellerault au club représentant la ville de Poitiers, c'est-à-dire aujourd'hui le Stade Poitevin FC. La première rencontre entre le SOC et son rival poitevin se déroula le 20 septembre 1942 au stade de Luna Park à Châtellerault lors du premier tour de la coupe de France (victoire du Sporting Club Poitevin, ancêtre du Stade PEPP puis du Stade Poitevin FC à l'époque, par 4-3 après prolongation).

## Autres équipes du club
Le club recense 460 licenciés et 25 équipes dont 7 évoluent au niveau régional.
L’équipe réserve du SOC évolue en Régional 3. Elle a joué à un niveau national (CFA 2) lors des saisons 2003-04, 2006-07 et 2007-08. 
La commission des jeunes a été créée en 1952 ,. Le club est représenté dans toutes les catégories de jeunes, des moins de 18 ans aux moins de 6 ans. Les meilleurs résultats sont une victoire au concours du jeune footballeur en 1955 avec James Sabourault, un huitième de finale (1999) puis un quart de finale (2007) de la coupe Gambardella et une qualification pour la phase finale du championnat de France des cadets (1980).
Le football féminin a fait son entrée au SOC en 2015 avec une entente avec Saint-Gervais-les-Trois-Clochers et Antran. L’équipe première a participé au championnat de France de troisième division nationale en 2023.